# 암수범죄
암수범죄(暗數犯罪)는 해당 범죄가 실제로 발생하였으나 수사기관에 인지되지 않거나 수사기관에 인지되어도 용의자신원미파악등 해결되지 않아 공식적 범죄통계에 집계되지 않은 범죄이다.
주로 성범죄와 같이 피해자가 수사기관에 신고하기를 꺼리거나 마약범죄와 같이 범죄자가 피해자이면서 가해자이기도 한 범죄에 많다.

## 절대적 암수범죄
실제로 발생한 범죄인데 어느 누구도 인지하지 않았거나 기억조차도 하지 못하여 가해자와 피해자이외에는 수사기관에 인지되지 않은 것은 물론 아무도 모르는 암수범죄이다.
주로 피해자의 미신고,목격자의 부재등으로 발생한다.

## 상대적 암수범죄
해당 범죄사실이 수사기관에 의해 인지는 되었으나 용의자신원미파악등 미해결된 암수범죄이다.
주로 증거불충분으로 발생한다.

## 같이 보기
- 완전범죄